# Bronisław Dietl
Bronisław Dietl (ur. 15 sierpnia 1878 w Rzuchowej w pow. tarnowskim, zm. 24 stycznia 1952 w Poznaniu) – polski urzędnik państwowy, prezydent Torunia w latach 1921–1922, starosta inowrocławski w latach 1922–1929.

## Życiorys
Urodzony w małopolskiej rodzinie ziemiańskiej, był synem Leopolda i Jadwigi z Artwińskich, a stryjecznym wnukiem wybitnego lekarza, profesora i rektora Uniwersytetu Jagiellońskiego Józefa Dietla. Ukończył gimnazjum w Tarnowie. Studiował na Wydziale Prawa i Nauk Politycznych Uniwersytetu Jagiellońskiego. Przez krótki czas pracował w rolnictwie, w dobrach rodzinnych, następnie rozpoczął karierę urzędnika państwowego. Pozostawał w służbie administracyjnej w Namiestnictwie Galicyjskim, w starostwach w Mielcu, Rohatynie, Kołomyi, Przeworsku. 
Od czerwca 1920 był starostą powiatu kolbuszowskiego (inne źródło podało lata 1919–1920), od maja 1921 starostą powiatu śniatyńskiego. W okresie od 1 maja 1921 do 26 kwietnia 1922 był prezydentem Torunia, przyczyniając się w pewnym stopniu do spolszczenia administracji miejskiej. Później zajmował stanowiska starosty grodzkiego w Poznaniu (1922) i starosty powiatowego w Inowrocławiu (1922–1929). Położył liczne zasługi dla rozwoju rolnictwa i kółek rolniczych na Kujawach. Działał społecznie w Towarzystwie Rolniczym Inowrocławsko-Strzelneńskim, Powiatowym Komitecie Charytatywnym w Inowrocławiu, Polskim Komitecie Opieki nad Dzieckiem, Akcji Katolickiej. Od 1929 mieszkał i pracował w Poznaniu, gdzie kierował biurem informacji Poznańskiej Wystawy Krajowej, a tuż przed wybuchem II wojny światowej został zastępcą kierownika Urzędu Wojewódzkiego. Lata okupacji spędził w Jacentowie (powiat opatowski) i w Ostrowie Świętokrzyskim. Po wojnie do 1948 pracował w Wydziale Rolnictwa Państwowych Nieruchomości Ziemskich w Poznaniu.
Odznaczony został m.in. Krzyżem Kawalerskim Orderu Odrodzenia Polski (2 maja 1923) i Brązowym Krzyżem Zasługi (1938). Zmarł 24 stycznia 1952 w Poznaniu. Został pochowany na Cmentarzu Junikowo w Poznaniu.
Był żonaty od listopada 1923 z Anielą Znaniecką (ur. 18 września 1900 w Łąkocinie koło Inowrocławia), córką Adama, pierwszego polskiego starosty inowrocławskiego, oraz Heleny z Janta-Połczyńskich. Była ona działaczką plebiscytową na Górnym Śląsku, zaangażowaną również w działalność społeczną i charytatywną, nauczycielką szkolnictwa handlowego. Z małżeństwa Dietlów urodziło się dwoje dzieci: córka Barbara (ur. 1925), biochemik, oraz syn Jerzy (ur. 1927), profesor ekonomii na Uniwersytecie Poznańskim i były senator RP.